# モラヴィア・スレスコ州

モラヴィア・スレスコ州
Moravskoslezský kraj

モラヴィア・スレスコ州の所在地

モラヴィア・スレスコ州（モラヴィア・スレスコしゅう、チェコ語：Moravskoslezský kraj）は、チェコの州。北東モラヴィアとシレジアにまたがって位置する。州境はオロモウツ、ズリーンと接している。また、ポーランドとスロバキアとの国境にも接している。
工業の進んだ州であり、社会主義政権時代には「鉄鋼業の中心地」と呼ばれた。しかし、東欧革命以降、これらの重工業は衰退気味で、失業率も上がっていった。現在の州経済は、ポーランドとスロバキアとの貿易によって成り立っている。
自然の山岳などの風景が残った山岳部もあり、観光に力を入れている。

## 自治体

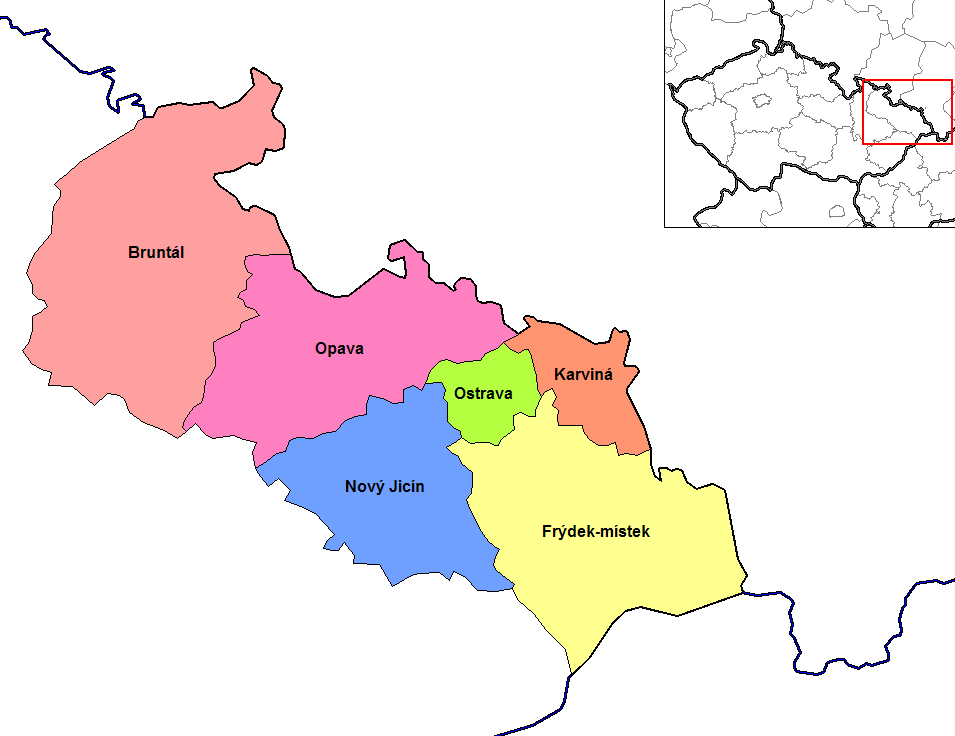
モラヴィア・スレスコ州

下記の6郡からなる。
- ブルンタール郡
- フリーデク＝ミーステク郡
- カルヴィナー郡
- ノヴィー・イチーン郡
- オパヴァ郡
- オストラヴァ市郡